# Выгон (фильм)
«Выгон» (англ. The Outrun) — художественный фильм немецкого режиссёра Норы Фингшайдт, авторами сценария стали Фингшайдт и шотландская писательница Эми Липтрот. Сюжет основан на одноимённом автобиографическом романе 2016 года, литературном дебюте Липтрот. Главную роль в фильме исполнила Сирша Ронан, которая также выступает в качестве продюсера.

## Сюжет
Главная героиня, Рона, возвращается на Оркнейские острова после прохождения реабилитации и более чем десятилетнего отсутствия. В окружении дикой природы, где она выросла, воспоминания о детстве сливаются с недавними тяжёлыми событиями, которые привели её на путь выздоровления от зависимости.

## В ролях
- Сирша Ронан — Рона
- Паапа Эссьеду — Дайнин
- Стивен Диллейн — Эндрю
- Саския Ривз — Энни
- Лорен Лайл — Джули

## Производство
В январе 2022 года стало известно, что Нора Фингшайдт станет режиссёром экранизации мемуаров Эми Липтрот The Outrun, а Сирша Ронан исполнит главную роль. Фингшайдт и Липтрот совместно напишут сценарий. Производство началось в Оркни в августе 2022 года.
Кинокомпания Studiocanal выпустит фильм в Великобритании, Франции, Германии и Австрии. Кинокомпания Protagonist Pictures будет осуществлять кинопрокат фильма по всему миру.

## Премьера
Премьера фильма состоялась 19 января 2024 года на кинофестивале «Сандэнс». Его показ также состоялся на 74-м Берлинском международном кинофестивале в разделе «Панорама» в феврале того же года.

## Восприятие
Адриан Хортон из The Guardian и Дэвид Руни из The Hollywood Reporter отметили «потрясающую игру Ронан». По мнению Хортона, это «трогательная и деликатная адаптация», которая «избегает [редактирования] многих клише кинематографической адаптации мемуаров».